# 在重慶日本国総領事館
在重慶日本国総領事館（ざいじゅうけいにっぽんこくそうりょうじかん、中国語: 日本国驻重庆总领事馆、英語: Consulate-General of Japan in Chongqing）は、日本の総領事館で、外務省の特別の機関である。

## 所在地
〒400010 中華人民共和国重慶市渝中区民族路188号　環球金融センター42階
中国語: 400010，中华人民共和国重庆市渝中区民族路188号環球金融中心42层
英語: 42/F, Chongqing World Financial Center, No.188 Minzu Road, Yuzhong District, Chongqing, 400010, People's Republic of China

## 沿革
- 1998年3月 － 当館の前身となる在中華人民共和国日本国大使館重慶事務所（在重慶出張駐在官事務所）が開設される[1]。
- 2005年1月1日 － 在重慶日本国総領事館が開設[2]。

## 管轄地域
- 重慶市[3]
- 四川省[3]
- 雲南省[3]
- 貴州省[3]